# Primož Žontar
Primož Žontar, slovenski čebelar, rezbar in orožnik, * 7. junij 1858, Sv. Duh, Škofja Loka, † 21. junij 1934, Kranj.

## Življenje in delo
Osnovno šolo je obiskoval v Škofji Loki, nato je ostal na domačiji. Zgodaj se je zanimal za rezbarstvo in je kmalu dosegel veliko spretnost v rezanju modelov za mali kruhek, ki jih je po naročilu izdelal na stotine. Pozimi se je ukvarjal s kolarstvom, sicer pa pomagal očetu v kmetijstvu in pri čebelah, ki so jih redili pri hiši že več rodov. Od jeseni 1878 do začetka 1882 je bil pri vojakih, se udeležil okupacije Hercegovine ter postal podčastnik. Po vojski je prestopil k orožnikom in služboval kot komandir orožniške postaje na Bledu, v Bohinju in na Jesenicah do leta 1899, ko je bil zaradi hujše poškodbe upokojen; krajši čas je delal še v KID na Jesenicah in v cementarni v Mojstrani. 
Leta 1902 se je preselil v Škofjo Loko in se povsem posvetil čebelarstvu in trgovini s čebelami. Čebele je izvažal predvsem v Nemčijo in mnogo pripomogel k slovesu naše sivke v tujini. Na njegovo pobudo je bila 1905 ustanovljena v Škofji Loki podružnica čebelarskega društva. Sodeloval je tudi pri tamkajšnjem Izobraževalnem društvu. V zimskih mesecih je spet izdeloval modele za mali kruhek, lotil pa se je tudi raznih oblik rezljanih skrinjic. Ko se je 1906 z družino preselil v Kranj, si je tudi tu uredil čebelnjak, tako da je lahko pošiljal letno 150–200 plemenjakov in okoli 100 rojev v razne države Evrope. Ko se je po 1. svetovni vojni zmanjšala možnost izvoza panjev, se je preusmeril na izvoz matic predvsem v Ameriko, čebelaril pa je tudi na med. Veliko let je bil v Kranju predsednik čebelarske podružnice, v prostem času pa tudi tu oblikoval rezljane skrinjice.